# Ma Chung-ying
Ma Tchung-Ying modernament transcrit com Ma Chung-ying, també Ğa Ssu Ling o Petit Comandant (Lingxia, Gansu, ~ 1910 - ? vers 1938) fou el més jove i conegut dels cinc comandants musulmans xinesos que van dominar el nord-oest de la Xina durant part del període republicà, vers 1925 a 1949.
Va néixer a Estava emparentat als caps de guerra del Gansu i Tchinghai, Ma Pu-tching, Ma Pu-fang, Ma Hung-pin i Ma Hung-kue. Pertanyia a la poderosa família local dels Ma, de Pieh-tsang a 30 km a l'oest de Lingxia. Aquestos cinc caps van esdevenir famosos com els Cinc Ma (Wu Ma).
El 1924 va entrar a la milícia musulmana local. El 1925 les tropes del general cristià Feng Yü-hsiang van envair Gansu sota comandament de Liu Yü-fen, tropes que formaven part del Kuomintchün (Exèrcit Nacional Popular) de més de 100.000 homes. Feng esperava colonitzar la regió i amb els impostos i beneficis (sobre tot l'opi) finançar la lluita contra Tchao Tso-lin que dominava Manxúria.
Va ser nomenat oficial el 1927 amb 17 anys, servint a les ordes del seu oncle Ma Kutchung. Poc després Liu Yü-fen que ocupava la capital provincial Lantxow, fou atacat per una coalició de caps musulmans locals del Gansu oriental; els de Gansu occidental en van quedar al marge, i Liu va aconseguir mantenir-se i dominar la província. En la lluita Ma va conquerir Lingxia per iniciativa pròpia i Liu va ordenar la reconquesta a Ma Lin (besoncle del jove) però fou derrotat i fou quan va començar a ser nomenat Petit Comandant. Llavors Ma es va retirar i va decidir formar la seva pròpia milícia. Liu va pacificar Gansu a costa de devastar-lo.
El 1927 un terratrèmol va afectar Gansu. Això, l'ús de les millors terres per al cultiu de l'opi i els impostos arbitraris de Liu van provocar la fam. La primavera del 1928 el cap musulmà del nord-oest, Ma T'ieng-hsiang va iniciar la revolta contra el Kuomintchün, i Ma Tchung-Ying s'hi va unir. Lingxia fou assetjada tres vegades. Els musulmans feien una guerra santa i es llançaven com a fanàtics a l'atac, resant pregàries i salms. Ma Tchung-Ying era temerari però no li passava res i les seves forces li tenien devoció. Però el Kuomintchün disposava de metralladores i artilleria, i així va poder dominar la revolta, encara que no la va poder extingir. El setembre de 1928 ja havien mort més de cent mil persones. L'hostilitat inicial contra el Kuomintchün es va transformar en hostilitat cap a tots els xinesos. El 14 de febrer de 1929 uns vint mil musulmans van entrar a Tangar al Gansu occidental, on vivien cinc mil xinesos que foren massacrats brutalment (més de 2000 i 700 ferits). La revenja del Kuomintchün fou també sagnant. La fam va recórrer el Gansu i la gent menjava carn humana. Entre 1926 i 1929 haurien mort uns dos milions de persones entre els quals el pare de Ma Tchung-Ying, que fou executat per orde del general Liu Yü-fen, l'hivern del 1929.
Ma Tchung-Ying va derrotar en diversos xocs a les forces del Kuomintchün i va demanar a Tchang Kai–Tchek, el cap del Kuomintang, que les seves milícies fossin reconegudes com a força de frontera d'aquest exèrcit. Per la mateixa època Feng Yü-hsiang es proclamava independent del govern nacional de Nankin, i tot seguit Ma Hung-kue, el més poderós dels caps musulmans del grup Wu Ma es va declarar pel Kuomintang.
Ma Tchung-Ying es va desplaçar a Nankin i es va inscriure a l'Acadèmia militar retornant a Gansu el 1930, sent nomenat comandant de la guarnició de Kantchow (Tanchgyeh) a l'extrem nord-oest a tocar de la frontera de Sinkiang, des d'on controlava un petit territori amb les ciutats de Sutchow i An-hsi el que li garantia independència financera. Abans d'estendre’s a Sinkiang va provar d'ampliar el seu control a Gansu però fou derrotat pel seu oncle Ma Pu-fang.
Sinkiang estava el 1930 sota control de Tchin Chu-jen, natiu del Gansu però xinès, àvar i incompetent. Encara que el 90% dels seus subjectes eren musulmans, ell els odiava. En canvi acollia als refugiats xinesos del Gansu. A 200 km del feu de Ma Tchung-Ying hi havia l'oasi de Komul (Hami en xinès) que el 1928 encara era un estat de fet independent governat per un vell rei (kan) de nom Maksud Shah, que representava el darrer kan autònom de l'Àsia central. Maksud va morir el 1930 molt vell i Tchin Chu-jen, que retenia a l'hereu com a ostatge a Ürümchi, va anunciar l'abolició del kanat i l'annexió a la Xina. Funcionaris xinesos van agafar el control de l'administració i refugiats xinesos de Gansu foren instal·lats a l'oasi. Això va crear gran agitació i el 1931, quan es va produir un rapte d'una jove musulmana per un xinès, va esclatar la revolta dels uigurs, sent dirigida per diversos caps dels quals el principal era Yulbars Khan, que va buscar l'aliança de Ma Tchung-Ying contra Tchin Chu-jen. L'exèrcit de Ma era nominalment del Kuomintang però hi havia tants membres de la família Ma o relacionats que Yulbars Khan el va esmentar com Ma-tchia-tchün (El Meu Exèrcit Familiar).
Ma va acceptar ajudar a Yulbars i va envair Sinkiang. A la tardor fou ferit i es va retirar per un moment a Gansu però el 1932 tornava a Sinkiang (agost) ajudant als rebels uigurs; la seva cavalleria va arribar fins als afores d'Ürümchi però foren rebutjats per mercenaris russos (blancs). Mentre els uigurs manats per Yulbars Khan i Khodja Niyaz Hadjdji, ocupaven la major part del sud de Sinkiang i proclamaven la República del Turquestan Oriental a Kaixgar.
L'abril de 1933 Tchin Chu-jen fou enderrocat per un cop d'estat dirigit pel seu cap d'estat major Cheng Chih-ts'ai, originari de la provincià de Liaoning, al nord-est de la Xina, que tenia el suport de tres mil manxús expulsats cap a Sibèria per la invasió japonesa i repatriats a Sinkiang per les autoritats soviètiques. El 1933 Ma Tchung-Ying va fer dos atacs contra Ürümchi i el nou cap del país, Cheng, com que no en tenia prou amb els russos blancs i els manxús, va demanar ajut a la Unió Soviètica. El gener de 1934 unitats soviètiques van entrar a Sinkiang i van enfrontar a la cavalleria de Ma Tchung-Ying amb avions i gas tòxic. El general es va haver de retirar cap a Turfan, però en comptes de retirar-se a Gansu, va intentar controlar la part sud del Sinkiang cosa que el va posar en conflicte amb els uigurs de la república del Turquestan Oriental, amb els que ja havia tingut problemes durant els atacs a Ürümchi quan les seves forces van fer incursions al sud seguint el curs del riu Tarim i van saquejar diverses poblacions uigurs.
Ma es va retirar a Kashghar on va enderrocar la república i va donar el comandament al seu cunyat Ma Hu Chan i el juliol de 1934, en un moviment envoltat pel misteri, va travessar la frontera de la Unió Soviètica mentre el seu cunyat ocupava tota la conca del Tarim com a “comandant de la 36 divisió del Kuomintang” i va crear a la frontera amb el Tibet un feu governat per un Hui, l'estat del Tunganistan que va durar fins a 1937 i del qual Ma Hu Chan era considerat padishah (rei). Durant dos anys i mig va esperar el retorn de Ma Tchung-Ying de la Unión Soviètica; aquest va enviar algunes cartes que podrien ser falses, però mai va retornar; quan ja fou evident que no hi hauria retorn, l'hostilitat de la població era ja molt forta i l'amenaça del govern provincial de Cheng era propera, i les forces de Ma Hu Chan es van dispersar; el govern provincial prosoviètic (però no comunista) va ocupar el país.
Les causes que van portar a Ma Tchung-Ying a anar a l'URSS quan la seva situació militar no era especialment greu i els russos havien ajudat al seu rival Cheng en els atacs a Ürümchi, i la seva sort allí, són desconegudes. Es diu que fou portat a Moscou i que va morir allí al poc d'arribar, però sembla més probable que fos tingut en reserva per Stalin per si calia utilitzar-lo contra Cheng Chih-ts'ai; es diu també que fou executat el 1938 a petició de Cheng quan aquest va visitar Moscou, però la realitat és que ningú ho sap del cert i no se sabrà fins que els arxius sobre el tema s'obrin als historiadors.
Encara que hi ha proves que els soviètics el van matar, com diu la carta de Shicai Sheng enviada a Stalin, Molotov i Voroshilov:
```
2. En aquesta [carta] considero el meu deure expressar la meva profunda gratitud per la gran ajuda que heu prestat per calmar Xinjiang i matar el bandit Ma Zhongying.
[
3
]
```